# Mimolaia calopterona
Mimolaia calopterona är en skalbaggsart som beskrevs av Bates 1885. Mimolaia calopterona ingår i släktet Mimolaia och familjen långhorningar.
Artens utbredningsområde är:
- Costa Rica.
- Panama.

Inga underarter finns listade i Catalogue of Life.